# Сцены из супружеской жизни (сериал)
«Сцены из супружеской жизни» (англ. Scenes from a Marriage) — американский мини-сериал 2021 года, ремейк одноимённого фильма Ингмара Бергмана. Главные роли в нём сыграли Оскар Айзек и Джессика Честейн. Сериал номинировался на «Золотой глобус» и на ряд других кинопремий.

## Сюжет
Герои мини-сериала — супруги, которые разводятся после десяти лет совместной жизни. После этого их чувства вспыхивают с новой силой. В отличие от фильма Бергмана, действие здесь происходит в современной Америке, а герой-мужчина является выходцем из еврейской ортодоксальной семьи, что определяет его взгляды на институт брака.

## В ролях
- Оскар Айзек — Джонатан Леви
- Джессика Честейн — Мира Филипс
- Николь Бехари — Кейт
- Това Фелдшу
- Кори Столл — Петер
- Сунита Мани — Даниэль

## Создание и релиз
В июле 2020 года было официально объявлено, что HBO запустил мини-сериал в производство. Хагай Леви написал сценарий и стал режиссёром, Оскар Айзек и Мишель Уильямс стали исполнительными продюсерами. Айзек и Уильямс получили ещё и главные роли, но Уильямс в октябре была вынуждена отказаться из-за конфликта в расписании; продюсером она при этом осталась. Её заменила Джессика Честейн.
Съемки начались в Нью-Йорке в октябре 2020 года. В ноябре они на две недели приостанавливались после того, как у одного из участников был обнаружен положительный тест на COVID-19. Премьерный показ прошёл в сентябре 2021 года на 78-м Венецианском кинофестивале. С 12 сентября по 10 октября того же года сериал выходил на HBO.

## Оценки
На сайте-агрегаторе отзывов Rotten Tomatoes сериал получил рейтинг 81 % при средней оценке 7,5 из 10. По мнению рецензентов с этого ресурса, «несмотря на то, что прямолинейный подход „Сцен из супружеской жизни“ порой с трудом оправдывает их существование, потрясающая химия Джессики Честейн и Оскара Айзека и впечатляющая игра актеров — это зрелище, на которое стоит посмотреть». На сайте Metacritic сериал получил 70 баллов из 100, что указывает на «в целом положительные отзывы».
Обозреватель «Афиша.ру» охарактеризовал «Сцены из супружеской жизни» как «эмоциональный, искренний и напряженный сериал с блестящими работами актеров на пике своих способностей», но констатировал, что знакомство с фильмом Бергмана может испортить впечатление от просмотра: «эмоциональное и интеллектуальное вовлечение сменит холодное сопоставление двух версий». Рецензент «Фильм.ру» назвал изменения в сюжете «смехотворно ленивыми»: героя и героиню просто поменяли местами. При этом, по его словам, благодаря Айзеку и Честейн «Сцены» — «лучший голливудский ремейк Бергмана, который можно себе представить».
Исполнители главных ролей были номинированы на премию «Золотой глобус» 2022 года. Сериал получил номинации и на ряд других кинопремий.